# Ectopatria clavigera
Ectopatria clavigera är en fjärilsart som beskrevs av Turner 1943. Ectopatria clavigera ingår i släktet Ectopatria och familjen nattflyn. Inga underarter finns listade i Catalogue of Life.